# Col du Télégraphe
Pour les articles homonymes, voir Télégraphe (homonymie).
Le col du Télégraphe à 1 566 mètres d'altitude se situe dans le massif des Cerces. Le fort du Télégraphe à proximité du col profitait pleinement de sa position stratégique au-dessus de la vallée de la Maurienne.
Il relie Saint-Michel-de-Maurienne au nord et Valloire au sud et constitue une rampe d'accès au col du Galibier par sa face nord.

## Toponymie
Le col est appelé ainsi en raison d’une tour du télégraphe de Chappe, à bras articulés, construite en 1807 au bord de la falaise.

## Cyclisme

### Tour de France
Le col du Télégraphe a été classé au total à 30 reprises pour le maillot à pois du Tour de France, dont 21 depuis 1947. Cependant, il a été franchi plus souvent, mais l'ascension par Valloire ne représente pas une difficulté majeure. Son passage en 1996 a été neutralisé en raison de la neige. Voici les coureurs qui ont franchi les premiers le col :
- 1911 : Émile Georget  France
- 1912 : Eugène Christophe  France
- 1924 : Bartolomeo Aimo  Italie
- 1933 : Vicente Trueba  Espagne
- 1934 : Federico Ezquerra  Espagne
- 1935 : Francesco Camusso  Italie
- 1936 : Romain Maes  Belgique
- 1937 : Pierre Gallien  France
- 1947 : Fermo Camellini  France
- 1952 : Jean Le Guilly  France
- 1955 : Charly Gaul  Luxembourg
- 1957 : Gastone Nencini  Italie
- 1964 : Federico Bahamontes  Espagne
- 1966 : Julio Jiménez  Espagne
- 1967 : Julio Jiménez  Espagne
- 1969 : Joaquim Galera  Espagne
- 1972 : Pietro Campagnari  Italie
- 1973 : José Manuel Fuente  Espagne
- 1974 : Herman Van Springel  Belgique
- 1979 : Giovanni Battaglin  Italie
- 1993 : Thierry Claveyrolat  France
- 1996 : neutralisé
- 1998 : Rodolfo Massi  Italie
- 1999 : José Luis Arrieta  Espagne
- 2003 : Pierrick Fédrigo  France
- 2005 : Santiago Botero  Colombie
- 2007 : Mikel Astarloza  Espagne
- 2011 : Gorka Izagirre  Espagne
- 2017 : Primož Roglič  Slovénie
- 2022 : Pierre Latour  France

### Autres courses
En 2007, le critérium du Dauphiné libéré avait franchi le col du Télégraphe pour arriver en descente à Valloire. Maxim Iglinskiy avait franchi le col en tête pour remporter l'étape tandis que Christophe Moreau avait endossé le maillot jaune.
En 2013, le Tour d'Italie le franchit en direction de Valloire. C'est le coureur Italien Giovanni Visconti qui est passé en premier sous la banderole indiquant le grand prix de la montagne de deuxième catégorie. Lors de l'étape suivante, le peloton a effectué son ascension dans l'autre sens mais, tout comme pour le Tour de France, il n'était pas répertorié en tant que difficulté pour le classement du meilleur grimpeur.

### Profil de l'ascension
Grimpé par le versant nord, le col du Télégraphe constitue bien souvent le prélude à l'ascension du col du Galibier. Depuis Saint-Michel de Maurienne (715 m), il présente un profil de 12,1 km à 7 % plutôt régulier dans l'ensemble. Dès le départ, la vue sur le fort du Télégraphe plus haut donne la direction du col. Les premiers kilomètres de l'ascension s'effectuent en montant vers de petits villages et hameaux (Saint-Martin-d'Arc, les Petites Seignières...) qui permettent de dominer rapidement Saint-Michel-de-Maurienne, notamment grâce à pourcentages avoisinant les 8 et 8,5 %. Après cela, la route circule en forêt avec une multitude de lacets.
Après 9,05 km de montée se situe la jonction (1 358 m) avec la route D215a menant à Valmeinier. À 100 m en contrebas du col du Télégraphe, on peut apprécier le panorama sur Saint-Michel-de-Maurienne, l’autoroute A43 et les petits villages plus élevés. La circulation automobile est assez importante du fait que cette route mène à la station de Valloire.

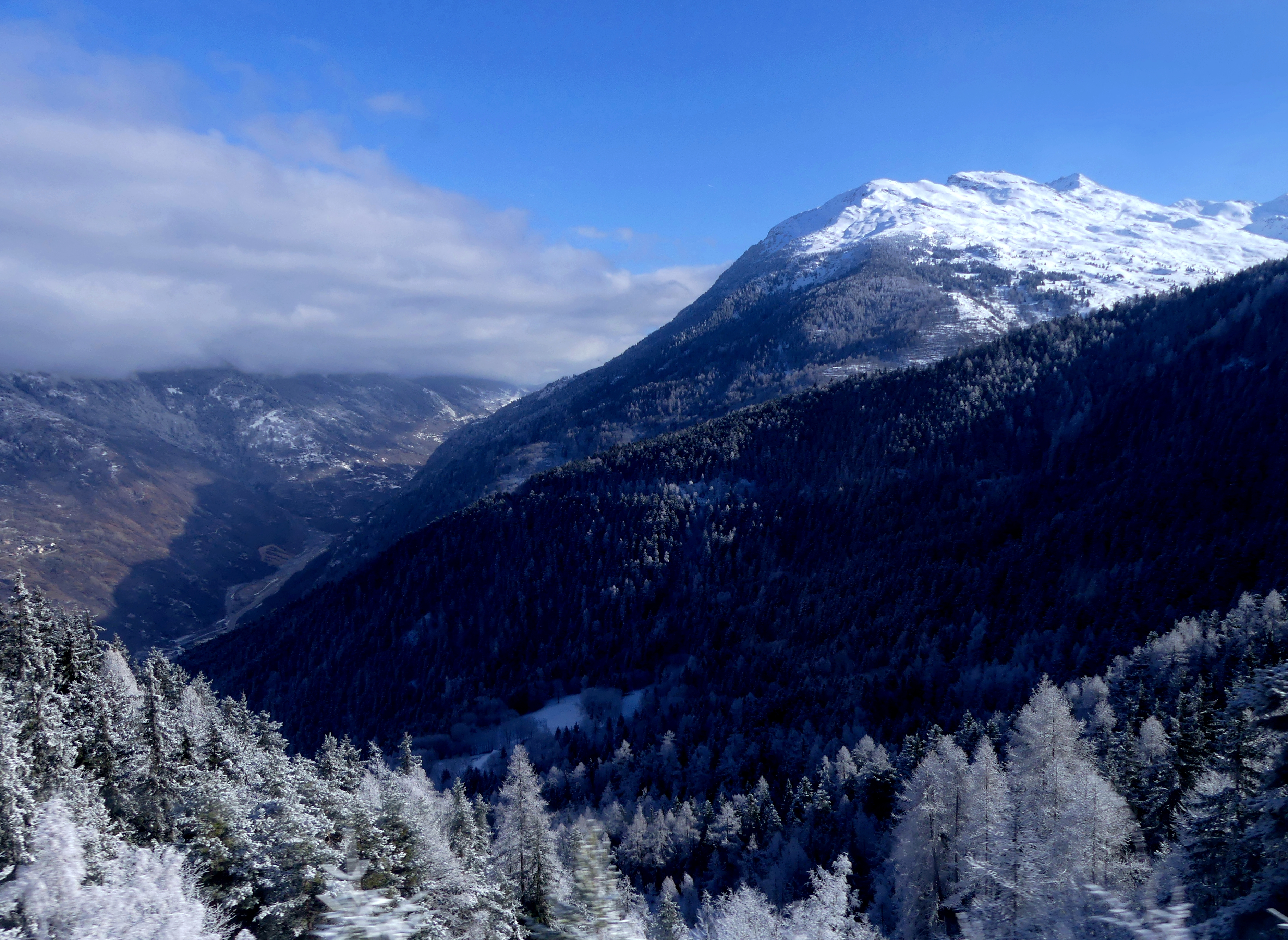
Vue en hiver sur la vallée de la Maurienne à proximité du col du Télégraphe, sur la fin du versant nord.
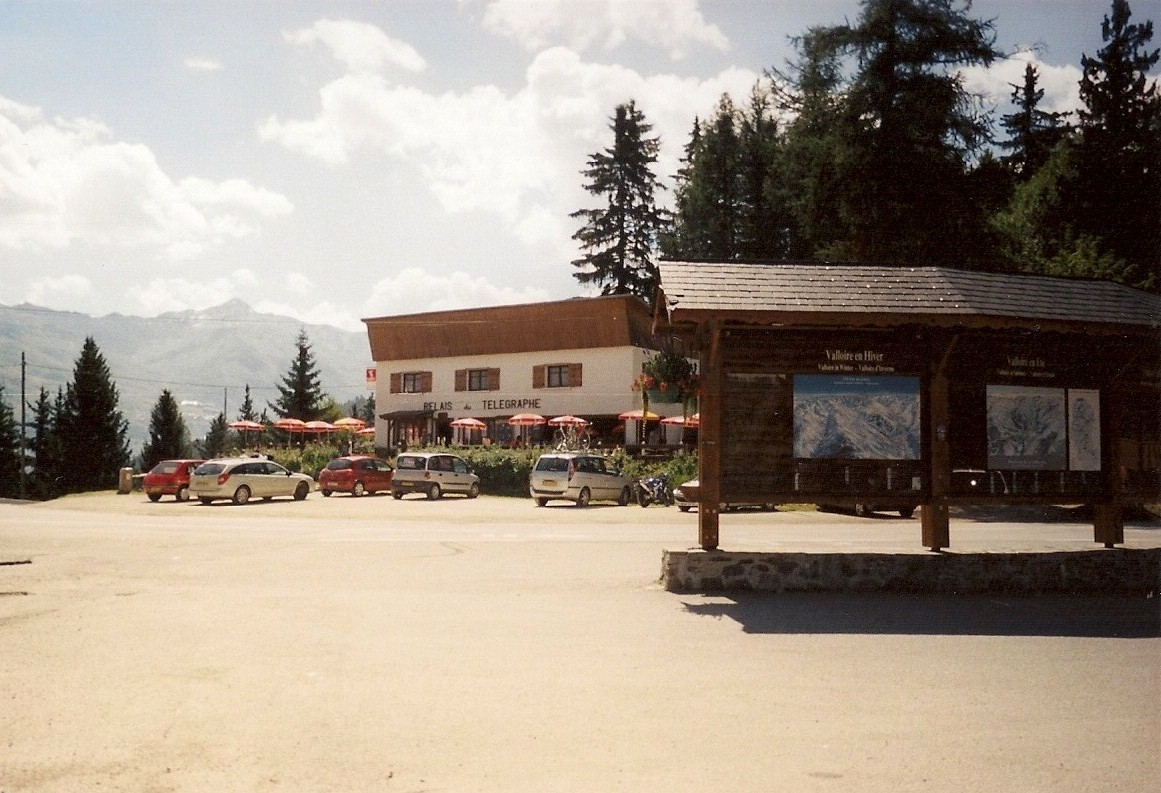
Col du Télégraphe.

Sur le versant sud, l'ascension est moins difficile et moins longue depuis Valloire avec 4,7 km à 3,45 % depuis le rond-point de la rue des Grandes Alpes (1 403 m). Après deux kilomètres avec des pourcentages proches de 5 et 6 % jusqu'à un hameau nommé « Le Col », la pente décline pour devenir très roulante sur la fin du col.